# Swarupella kasetsartensis
Swarupella kasetsartensis is een mosdiertjessoort uit de familie van de Plumatellidae. De wetenschappelijke naam van de soort is voor het eerst geldig gepubliceerd in 2006 door Wood.